# Nihon Yakushi Gakkai
Nihon Yakushi Gakkai (jap. 日本薬史学会, The Japan Society for the History of Pharmacy / JSHP) ist eine wissenschaftliche Gesellschaft, die sich der Geschichte der Pharmazie widmet und dadurch zur weiteren Entwicklung der pharmazeutischen Wissenschaft in Japan beizutragen sucht.
Die Gesellschaft wurde 1954 durch den renommierten Chemiker und Lichenologen Asahina Yasuhiko (朝比奈泰彦), Professor emeritus der Universität Tokio gegründet.
Seit 1966 publiziert die Gesellschaft zwei Mal jährlich die Zeitschrift Yakushigaku Zasshi (The Japanese Journal for History of Pharmacy) mit durch Experten überprüften Artikeln zur Geschichte der Pharmazie. Englische Zusammenfassungen sind seit 2015 obligatorisch.  2016 gab die Gesellschaft eine extensive  „Enzyklopädie der Geschichte der Pharmazie“ (Yakushigaku Jiten) heraus mit Beiträgen von mehr als 80 Experten.
Die JSHP pflegt enge Beziehungen mit der Internationalen Gesellschaft für Geschichte der Pharmazie wie auch mit japanischen Gesellschaften im Umfeld von Pharmazie und Medizin.